# 常 (仏教)
常（じょう、梵: nitya）は、永遠に変化せず、生じたり滅したりしないこと、絶え間なく続いて尽きないこと。常住（sassata）ともいう。対義語は無常（むじょう）。
一般には、常住であるものを無為法と呼ぶ。
縁起法性の理や、如来の法身、仏の三身は常住であるとされる。

## パーリ仏典にて
Saṅkhārā sassatā natthi natthi buddhānaṃ iñjitaṃ.
諸行に常住は存在しない。仏陀に動揺は存在しない。
—パーリ仏典, ダンマパダ, 255, Sri Lanka Tripitaka Project
凡夫の四顛倒である、常楽我浄の1つとして数えられる。
常見（sassata-ditth）とは、「我（アートマン）は常住である」といった見解のことで、邪見のひとつであり、梵網経では常住論者パクダ・カッチャーヤナ（六師外道の一人）の主張が取り上げられる。

## 大乗仏教
涅槃の四徳の1つに数えられる